# Skafander przeciwprzeciążeniowy

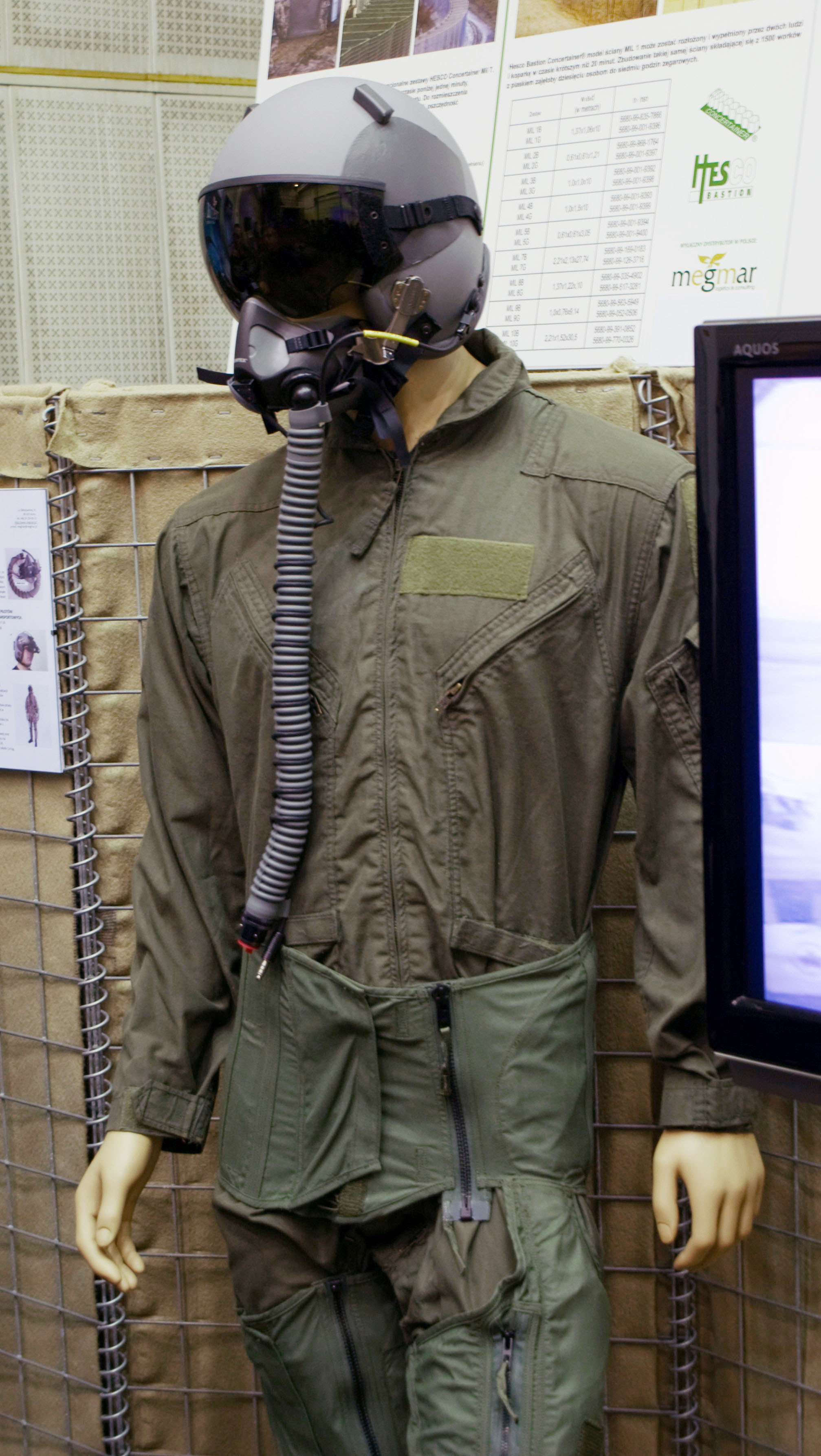
Skafander przeciwprzeciążeniowy MSF830

Skafander przeciwprzeciążeniowy – rodzaj odzieży chroniącej pilotów (zwykle samolotów myśliwskich) oraz pierwszych astronautów przed utratą przytomności podczas manewrowania statkiem powietrznym w wyniku działających przeciążeń.
Przeciążenie to wielokrotność sił grawitacji G działających na ciało ludzkie i przedmioty podczas przyspieszenia lub gwałtownej zmiany kierunku poruszania się.
Skafander jest zaprojektowany tak, aby zapobiec odpływowi krwi z mózgu, co pozbawia ten organ tlenu i powoduje tym samym utratę świadomości.

## Historia
Utrata świadomości związana z przeciążeniem była przyczyną kilku wypadków samolotów w czasie I wojny światowej. W czasie II wojny światowej wraz ze wzrostem prędkości myśliwców, osiągane wartości przeciążeń sięgały 6G (ciało doznaje przeciążenia sześciokrotnie większego niż ziemskie), co powodowało duże problemy z manewrowaniem samolotami podczas wysokich prędkości, oraz narażało pilotów na tzw. efekt black-out.
Zjawisko to zostało zdiagnozowane jako hipoksja tj. odpływ krwi z mózgu i gałek ocznych do dolnych partii ciała. W przypadku gdy krew będzie znajdować się w niższych częściach ciała, mózg będzie pozbawiony wystarczającej ilości krwi prowadzącego do tymczasowego niedotlenienia. Niedotlenienie powoduje w pierwszej fazie zaburzenia wzroku przejawiające się ograniczeniem kąta widzenia, tzw. grey-out, oddalający się „obrazu w tunelu” i ostatecznie zaciemnienia obszaru widzenia (nieświadomości).
Jest to dość niebezpieczne zjawisko, ponieważ po odzyskaniu zdolności widzenia następuje chwilowa dezorientacja, następnie pilot odzyskuje pełną świadomość.
Pod koniec wojny prowadzono badania nad ograniczeniem wpływu przeciążenia w dwóch kierunkach: ze skłonną pozycją pilota utrudniającą odpływ krwi od mózgu (głównie okres 1939–1945), lecz trudności związane z pilotowaniem w niekomfortowej pozycji oraz rozwój praktycznego skafandra umożliwiającego klasyczną pozycję siedzącą, spowodował, że zaprzestano badań w tym kierunku.
Drugim kierunkiem było opracowanie kombinezonu przeciwprzeciążeniowego, który zapobiegałby odpływowi krwi do dolnych części ciała.

## Budowa
Skafander przeciwprzeciążeniowy jest specjalną częścią garderoby, ogólnie składającą się z ciasnych spodni dopasowywanych ściśle do ciała od góry lub od dołu (w zależności od projektu).
Spodnie w swojej strukturze posiadają nadmuchiwane pęcherze, które są wypełniane przez gaz bądź ciecz. Poprzez automatycznie sterowany zawór ciśnieniowy, spodnie są połączone z układem pneumatycznym bądź hydraulicznym samolotu lub statku kosmicznego, który w zależności od aktualnie działającego przeciążenia, utrzymuje w nich określone ciśnienie.
Wypełnione pęcherze powodują silny ucisk na nogi i brzuch, ograniczając w ten sposób wolną przestrzeń ciała, do której krew mogłaby swobodnie odpłynąć pod działaniem przeciążenia.
Wewnątrz niektórych nowoczesnych samolotów osiągających wysokie wartości przeciążeń, efekt skafandra wzmacniany jest poprzez małe ciśnienie powietrza oddechowego dostającego się do płuc pilota, co powoduje zatrzymanie większej ilości krwi w górnej partii ciała.
Pierwszy skafander przeciwprzeciążeniowy został rozwinięty przez zespół prowadzony przez Wilbura R. Franka na Uniwersytecie Banting Toronto. Skafander używał wody do wypełniania pęcherzy skafandra:
- Typ I opracowany dla sił RAF, dla pilotów myśliwców Hurricane i Spitfire.
- Typ II opracowany dla sił USAF oraz RCAF. Piloci USA testowali skafander w roku 1944, ale uważali system wodny za niewygodny i ostatecznie zdecydowano się na skafander Berger nadmuchiwany powietrzem od września 1944.

Skafandry oparte na powietrzu były uniwersalnym typem skafandra pilotów sił NATO od lat 50. i pozostają w powszechnym użyciu do dzisiaj.
Późniejsze odrzutowce takie jak BAe Hawk, F-16 Falcon, F-18 Hornet, Eurofighter Typhoon i Dassault Rafale mogą utrzymywać wysokie wartości przeciążenia przez dłuższy czas, dlatego też nowoczesne skafandry (wraz z treningiem) pozwalają na utrzymanie świadomości pilota przy przeciążeniach sięgających 9 G.

## Oddziaływanie
Skafander przeciwprzeciążeniowy nie zwiększa odporności organizmu ludzkiego na wysokie przeciążenia, lecz umożliwia przetrzymanie wysokiej wartości G dłużej bez negatywnego wpływu na organizm. Graniczna tolerancja na ciągłe przeciążenie dla typowej osoby oscyluje około wartości 3-5 G, w zależności od indywidualnej tolerancji osoby. Osoby wyposażone w skafander potrafią znieść o około 1 G więcej ponad to ograniczenie.
Obecnie piloci w czasie treningu są stopniowo przyzwyczajani do wysokich przeciążeń (i technik pozwalających na zwiększenie tolerancji na wysokie przeciążenia). Trening ten realizuje się w wirówkach.
Piloci używający skafandrów muszą stosować treningi w celu ograniczeń odpływu krwi z mózgu do dolnych partii ciała (napinanie mięśni brzucha powodujące zaciśnięcie naczyń krwionośnych, a tym samym utrudnienie odpływu krwi do niższych partii ciała).
Wysokie wartości przeciążenia nie pozostają obojętne na zdrowie (nawet ze skafandrem). W starszych samolotach myśliwskich 6 G uważano za wysokie. Obecnie nowoczesne myśliwce pozwalają na osiągnięcie przeciążeń rzędu 9-10 G. Skafander umożliwia zachowanie przytomności pod takimi silnymi przeciążeniami przez dłuższy czas, co może okazać się czynnikiem kluczowym w walce powietrznej czy utrzymaniu bezpieczeństwa załogi i samolotu.
W celach treningowych obie te techniki stosuje się w symulatorach, mimo iż efekt przeciążenia może być odtworzony wyłącznie w specjalnych wirówkach.

## Perspektywy
Wydaje się, że skafandry przeciwprzeciążeniowe osiągnęły kres swoich możliwości z uwagi na bezwładność ciała ludzkiego i graniczną wytrzymałość organizmu na przyspieszenia wielkości 10 G. Obecnie prowadzi się badania nad zwiększeniem efektywności działania skafandrów, w większym stopniu uniemożliwiającym przemieszczenie krwi do dolnych partii ciała. Najnowsze projekty skafandrów („Libelle”) przeznaczone do samolotu myśliwskiego Eurofighter Typhoon zakładają ponowne użycie medium płynnego jako czynnika roboczego w kombinezonie, które pozwala na uzyskanie lepszych efektów niż za pomocą powietrza pod ciśnieniem. Siły powietrzne USA również zastanawiają się nad adaptacją tego typu skafandra do swoich samolotów. Inne rozwiązania proponują kombinezon ssąco-tłoczący, który powodowałby zasysanie krwi do górnych części ciała.